# Clearlake
Clearlake är en stad i Lake County, Kalifornien, USA, belägen 7 km nord-nordväst om Lower Lake. Enligt folkräkningen år 2000 hade staden 13 142 invånare.
Rockabillymusikern Johnny Burnette avled i en drunkningsolycka i Clearlake den 14 augusti 1964.